# پوستاسابولچ
پوستاسابولچ (به مجاری:  Pusztaszabolcs) یک منطقهٔ مسکونی در مجارستان است که در ناحیه دونااوی‌واروش واقع شده‌است. پوستاسابولچ ۵۱٫۶۷ کیلومتر مربع مساحت و ۵٬۹۰۴ نفر جمعیت دارد.